# Rally de Córcega de 2012
El Rally de Córcega de 2012 fue la edición 55.ª y la cuarta ronda de la Temporada 2012 del Intercontinental Rally Challenge. Se disputó del 10 al 13 de mayo y contó con un itinerario de catorce tramos sobre asfalto que suman un total de 318,23 km cronometrados.

## Itinerario y ganadores
| Día                | Tramo | Hora  | Nombre                          | Distancia | Ganador            | Tiempo  | Veloci. media | Líder rally        |
| ------------------ | ----- | ----- | ------------------------------- | --------- | ------------------ | ------- | ------------- | ------------------ |
| Día 1 (10 de mayo) | SS1   | 14:13 | Pénitencier Coti - Agosta plage | 25.89 km  | Giandomenico Basso | 17:00.5 | 91.3 km/h     | Giandomenico Basso |
| Día 1 (10 de mayo) | SS2   | 15:21 | Gare de Carbuccia - Tavera      | 16.89 km  | Andreas Mikkelsen  | 11:32.0 | 87.9 km/h     | Andreas Mikkelsen  |
| Día 1 (10 de mayo) | SS3   | 16:19 | Sarrola - Plage de Liamone      | 26.70 km  | Pierre Campana     | 17:42.7 | 90.4 km/h     | Andreas Mikkelsen  |
| Día 2 (11 de mayo) | SS4   | 08:27 | Le Fangu - ND de la Serra       | 27.53 km  | Andreas Mikkelsen  | 16:19.5 | 101.2 km/h    | Andreas Mikkelsen  |
| Día 2 (11 de mayo) | SS5   | 11:10 | Erbajolo - Pont d'Altiani 1     | 24.57 km  | Bryan Bouffier     | 15:18.2 | 96.3 km/h     | Dani Sordo         |
| Día 2 (11 de mayo) | SS6   | 14:49 | Barchetta - La Porta            | 23.24 km  | Dani Sordo         | 15:37.1 | 89.3 km/h     | Dani Sordo         |
| Día 2 (11 de mayo) | SS7   | 15:52 | Taverna - Pont de Castirla      | 15.28 km  | Dani Sordo         | 9:18.5  | 98.5 km/h     | Dani Sordo         |
| Día 2 (11 de mayo) | SS8   | 18:10 | Erbajolo - Pont d'Altiani 2     | 24.57 km  | Jan Kopecký        | 15:11.3 | 97.1 km/h     | Dani Sordo         |
| Día 3 (12 de mayo) | SS9   | 09:53 | Macinaggio - Centuri 1          | 15.56 km  | Jan Kopecký        | 8:47.4  | 106.2 km/h    | Dani Sordo         |
| Día 3 (12 de mayo) | SS10  | 11:10 | Marinca - Cagnano 1             | 28.96 km  | Pierre Campana     | 19:09.7 | 90.7 km/h     | Dani Sordo         |
| Día 3 (12 de mayo) | SS11  | 13:12 | Macinaggio - Centuri 2          | 15.56 km  | Jan Kopecký        | 8:44.6  | 106.8 km/h    | Dani Sordo         |
| Día 3 (12 de mayo) | SS12  | 14:35 | Marinca - Cagnano 2             | 28.96 km  | Jan Kopecký        | 19:01.7 | 91.3 km/h     | Dani Sordo         |
| Día 3 (12 de mayo) | SS13  | 16:37 | Macinaggio - Centuri 3          | 15.56 km  | Jan Kopecký        | 8:40.8  | 107.6 km/h    | Dani Sordo         |
| Día 3 (12 de mayo) | SS14  | 18:10 | Marinca - Cagnano 3             | 28.96 km  | Jan Kopecký        | 18:55.6 | 91.8 km/h     | Dani Sordo         |

## Clasificación final
| Pos.    | Piloto                | Copiloto               | Automóvil                    | Tiempo    | Diferencia | Puntos  |
| General | General               | General                | General                      | General   | General    | General |
| ------- | --------------------- | ---------------------- | ---------------------------- | --------- | ---------- | ------- |
| 1.      | Dani Sordo            | Carlos Del Barrio      | Mini John Cooper Works S2000 | 3:22:01.6 | 0.0        |         |
| 2.      | Jan Kopecký           | Pavel Dresler          | Škoda Fabia S2000            | 3:22:19.5 | +17.9      |         |
| 3.      | Pierre Campana        | Sabrina de Castelli    | Peugeot 207 S2000            | 3:22:34.0 | +32.4      |         |
| 4.      | Bryan Bouffier        | Xavier Panseri         | Peugeot 207 S2000            | 3:22:55.1 | +53.5      |         |
| 5.      | Andreas Mikkelsen     | Ola Floene             | Škoda Fabia S2000            | 3:26:20.6 | +4:19.0    |         |
| 6.      | Craig Breen           | Gareth Roberts         | Peugeot 207 S2000            | 3:27:30.3 | +5:28.7    |         |
| 7.      | Jean-Marc Manzagol    | Etienne Patrone        | Peugeot 207 S2000            | 3:28:23.7 | +6:22.1    |         |
| 8.      | Sepp Wiegand          | Timo Gottschalk        | Škoda Fabia S2000            | 3:28:56.4 | +6:54.8    |         |
| 9.      | Hermann Gassner jr.   | Klaus Wicha            | Škoda Fabia S2000            | 3:29:11.8 | +7:10.2    |         |
| 10.     | Jean-Matthieu Leandri | Pierre-Marien Leonardi | Peugeot 207 S2000            | 3:29:41.5 | +7:39.9    |         |